# La fuggitiva (miniserie televisiva)
La fuggitiva è una miniserie televisiva italiana diretta da Carlo Carlei, trasmessa in prima visione su Rai 1 dal 5 al 26 aprile 2021.

## Trama
Dopo la violenta morte di suo marito Fabrizio, Arianna Comani, accusata dell'omicidio, fugge dalla polizia per mettersi sulle tracce del vero assassino con la complicità del giornalista Marcello Favini.

## Puntate
| Miniserie | Puntate | Prima TV |
| --------- | ------- | -------- |
| Puntate   | 8       | 2021     |

## Personaggi e interpreti
- Arianna Dalmasso in Comani, interpretata da Vittoria Puccini
- Michela Caprioli, interpretata da Pina Turco.
- Marcello Favini, interpretato da Eugenio Mastrandrea.
- Marco Berti, interpretato da Sergio Romano.
- Kerim, interpretato da Ivan Franek.
- Maurizio Feola, interpretato da Maurizio Marchetti.
- Daniela Cattanei, interpretata da Giorgia Salari.
- Marta, interpretata da Laura Mazzi.
- Simone Comani, interpretato da Giovannino Esposito.
- Fabrizio Comani, interpretato Riccardo Leonelli.
- Fatima Husi, interpretata Lavinia Longhi.
- Don Giuseppe Mannara, interpretato da Antonio Gerardi.
- don Saverio, interpretato da Gianni Bissaca.
- suor Donata, interpretata da Daniela Morozzi.
- Mauro Fusco, interpretato da Andrea Pennacchi.
- Franco "Franz" Bariani, interpretato da Alan Cappelli Goetz.
- Salvo Marchi, interpretato da Massimo Cagnina.
- Enea Di Mattei, interpretato da Enea Barozzi.

## Produzione
La serie è co-prodotta da Rai Fiction e Compagnia Leone Cinematografica. Le riprese sono iniziate il 9 settembre 2020 e terminate il 7 ottobre. Tra le location piemontesi figurano Torino (principalmente Nuvola Lavazza, Parco Dora, grattacielo Intesa Sanpaolo e Campus Luigi Einaudi), il Lago Maggiore, Suna, Fondotoce, Ghiffa, Pallanza e Stresa. Altre riprese sono state effettuate a Gressan, due strutture ricettive di Aosta e dintorni, Roma, Tivoli e Terni.